# Dünewald (Adelsgeschlecht)

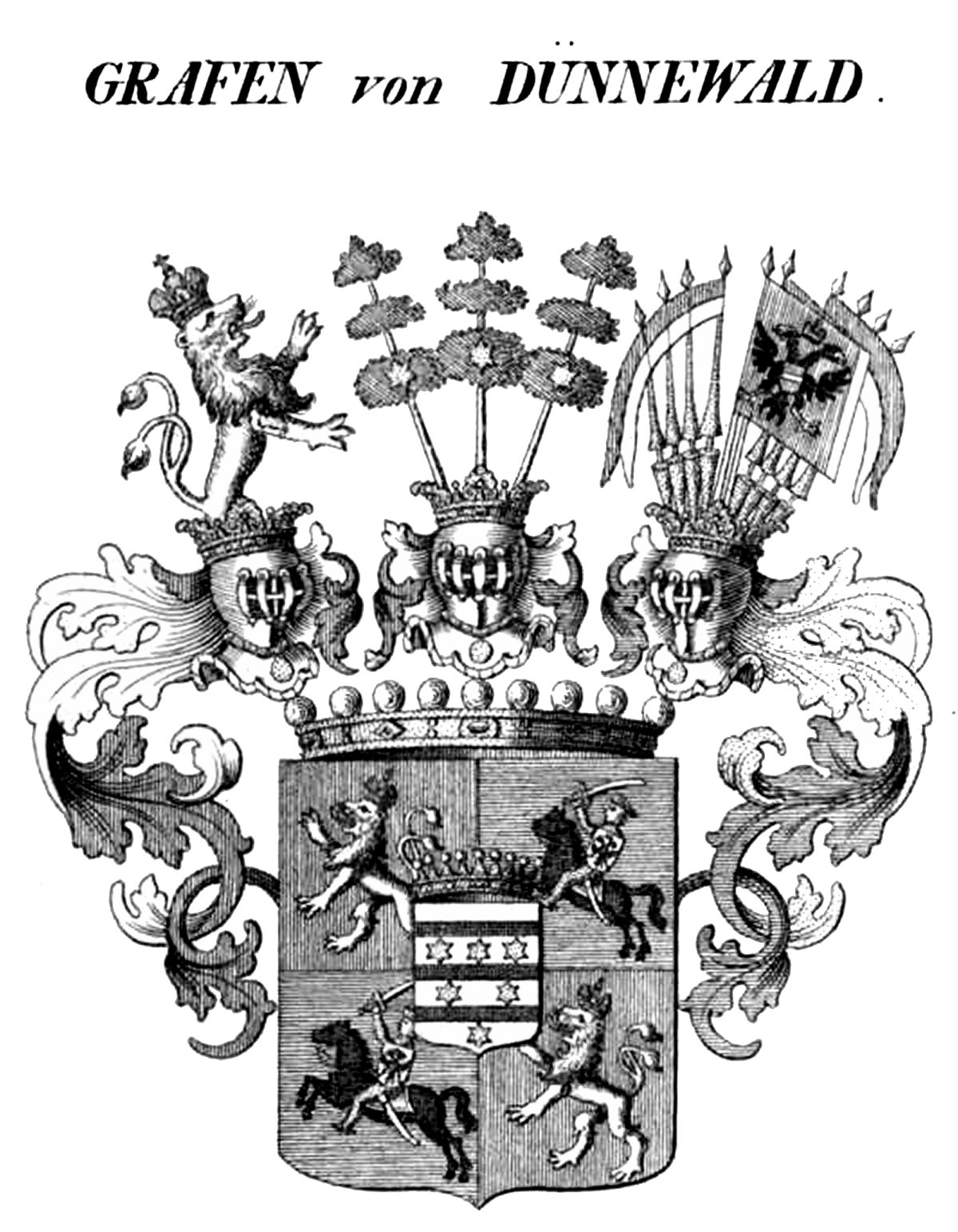
Wappen der Grafen Dünewald (1675)

Dünewald auch Dünnewald oder Dünwald ist der Name eines erloschenen schlesischen Adelsgeschlechts luxemburgischer Abstammung.

## Geschichte

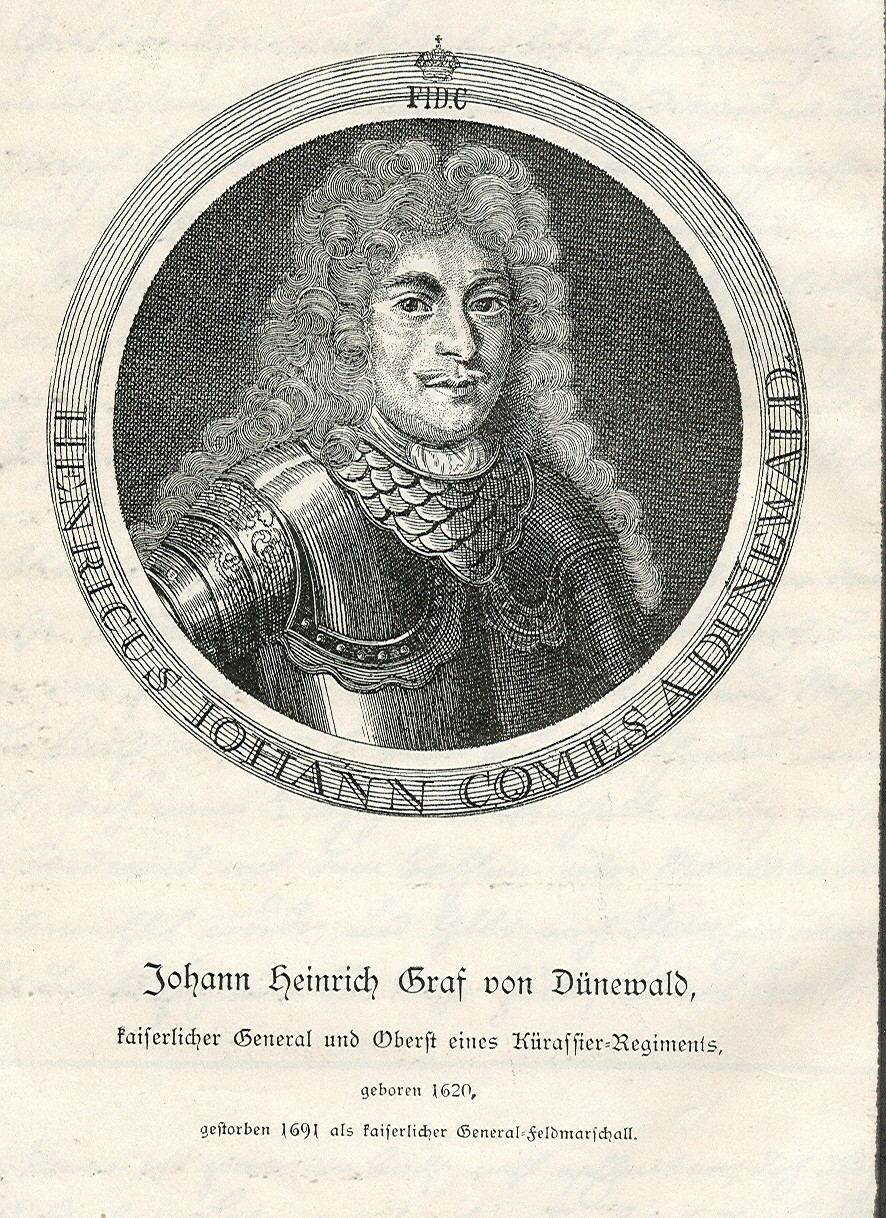
Johann Heinrich von Dünewald (1617–1691)

Das Geschlecht derer von Dünewald ist ein luxemburgisches Adelsgeschlecht aus dem Hause Roseler, welches sich nach Geldern ausbreitete und dort Balkenschott besaß. Johann Heinrich von Dünewald (1617–1691) trat in kaiserliche Kriegsdienste und erfuhr am 18. November 1675 die Erhebung in den Grafenstand. Er brachte in Schlesien einige Güter an sich und ließ Schloss Saabor als seinen Wohnsitz errichten. Weiterer Gutsbesitz bestand zu Droschkau, Koltzig, Lipke, Loos, Milzig und Zahn, sämtlich im späteren Kreis Grünberg in Schlesien gelegen. Mit dem Tod seines Sohnes, Ludwig von Dünewald († 1727) endet die Stammlinie der Familie.

## Wappen
Das Stammwappen zeigt in Silber drei schwarze Balken, in den drei unteren silbernen Plätzen 3, 2, 1 goldene Sterne. Auf dem Helm mit schwarz-silbernen Decken drei neben einander gestellte Bäume, belegt mit je einem goldenen Stern.
Das gräfliche Wappen (1675) ist quadriert mit dem Stammwappen als Herzschild. Die Felder 1 und 4 in Rot ein silberner, gekrönter, doppelschweifiger und rechtsgekehrter Löwe, die Felder 2 und 3 in Blau ein rechtssprengender Reiter in ungarischer roter Kleidung auf schwarzem Ross, auf dem Haupt eine abgehängte rote Mütze in der rechten ein Schwert schwingend. Drei Helme: 1 mit rot-silbernen Decken der Löwe; 2 mit rot-silbernen und blau-goldenen Decken wie das Stammwappen; 3 mit blau-goldenen Decken acht (4 – 4) Cornetten mit blau-silbernen Fahnen, davor zu einem Pfahl gestellt eine große rote Fahne mit schwarzem Doppeladler, auf dessen Brust der österreichische Bindenschild.

## Angehörige
- Johann Heinrich von Dünewald (1617–1691), österreichischer Feldmarschall der Kavallerie
- Ludwig von Dünewald († 1727), sächsischer Generalmajor